# Ramaria caulifloriformis
Espèce
Ramaria caulifloriformis, la Ramaire chou-fleur, est une espèce de champignons de la famille des Gomphaceae.